# Samuel Akinbinu
Samuel Akinbinu (Lagos, Nigeria, 6 de junio de 1999) es un futbolista de Yibuti nacido en Nigeria que juega en la posición de delantero y actualmente milita en el Arta/Solar7 de la Primera División de Yibuti.

## Carrera

### Club
| Periodo   | Club              | Apariciones | Goles |
| --------- | ----------------- | ----------- | ----- |
| 2014–2015 | Shooting Stars SC | 10          | 4     |
| 2015–2016 | First Bank FC     | 7           | 2     |
| 2016–2017 | Bayelsa United    | 12          | 4     |
| 2017–2018 | Rivers United     | 12          | 4     |
| 2018–2019 | Lobi Stars FC     | 8           | 2     |
| 2019–     | Arta/Solar7       | 58          | 39    |

### Selección nacional
Debutó con Yibuti el 15 de junio de 2021 luego de recibir la ciudadanía en la victoria por 1-0 ante Somalia en un partido amistoso en el Stade du Ville donde anotó el gol de la victoria.

## Logros
- Primera División de Yibuti: 2020-21, 2021-22
- Copa de Yibuti: 2019-20, 2020-21, 2021-22
- Supercopa de Yibuti: 2020, 2022